# マティルド2世 (ヌヴェール女伯)
マティルド2世（フランス語：Mathilde II, 1234/5年 - 1262年）またはモード・ド・ダンピエール（Maud de Dampierre）、マティルド2世・ド・ブルボン（Mathilde de Bourbon）は、ヌヴェール女伯、トネール女伯およびオセール女伯（在位：1254年 - 1262年）。

## 生涯
マティルドはアルシャンボー9世・ド・ブルボンとヌヴェール女伯ヨランド・ド・シャティヨンの娘である。ヌヴェール、トネールおよびオセールの女子相続人として、マティルドはブルゴーニュ公ユーグ4世の長男ウードと結婚した。この結婚はブルゴーニュ公領に重要な2つの伯領を再併合するためのものであったが、ウードは父に先立って死去し、ブルゴーニュ公領は弟ロベール2世が継承した。ヌヴェール伯領は10年間、3人の娘たちの間でヌヴェール、トネールおよびオセールに分割された。
マティルドとウードの間に4女が生まれた。
- ヨランド2世（1247年 - 1280年） - ヌヴェール女伯。ルイ9世の子ジャン・トリスタンと結婚、フランドル伯ロベール3世と再婚[3]。
- マルグリット（1250年 - 1308年） - トネール女伯。シチリア王シャルル・ダンジューと結婚[4]。
- アリックス（1251年 - 1290年）[1] - オセール女伯。ロシュフォール領主ジャン1世・ド・シャロンと結婚。
- ジャンヌ（1253年 - 1271年） - 早世